# Marinha da Líbia
A Marinha Líbia é a força marítima da Líbia, estabelecida em novembro de 1962. É uma marinha pequena que tem em seu inventário algumas fragatas, corvetas e navios-patrulha para proteger a sua costa mas com pouca capacidade defensiva real. A marinha sempre foi o menor ramo das Forças Armadas da Líbia e sempre foi dependente de material estrangeiro.
Seus primeiros navios de guerra foram entregues em 1966. O efetivo era formado apenas por pequenos navios mas quando o coronel Muammar al-Gaddafi chegou ao poder em 1969 isso mudou. A partir daí, a Líbia passou a comprar grandes quantidades de armamentos da Europa e da União Soviética. O departamento de polícia marítima foi fundida a Marinha em 1970, estendendo o trabalho da marinha para impedir contrabando e tarefas alfandegárias. Cerca de 8 000 homens serviam na Marinha Líbia em seu apogeu.
Durante a guerra civil que atingiu o país em 2011, vários navios da marinha foram destruídos por forças aéreas e navais da OTAN, incluindo 8 navios de guerra apenas na noite de 20 de maio. Várias bases navais também foram bombardeadas pelos Aliados e muitos marinheiros desertaram o antigo governo e passaram a lutar ao lado do Conselho Nacional de Transição.

## Fotos

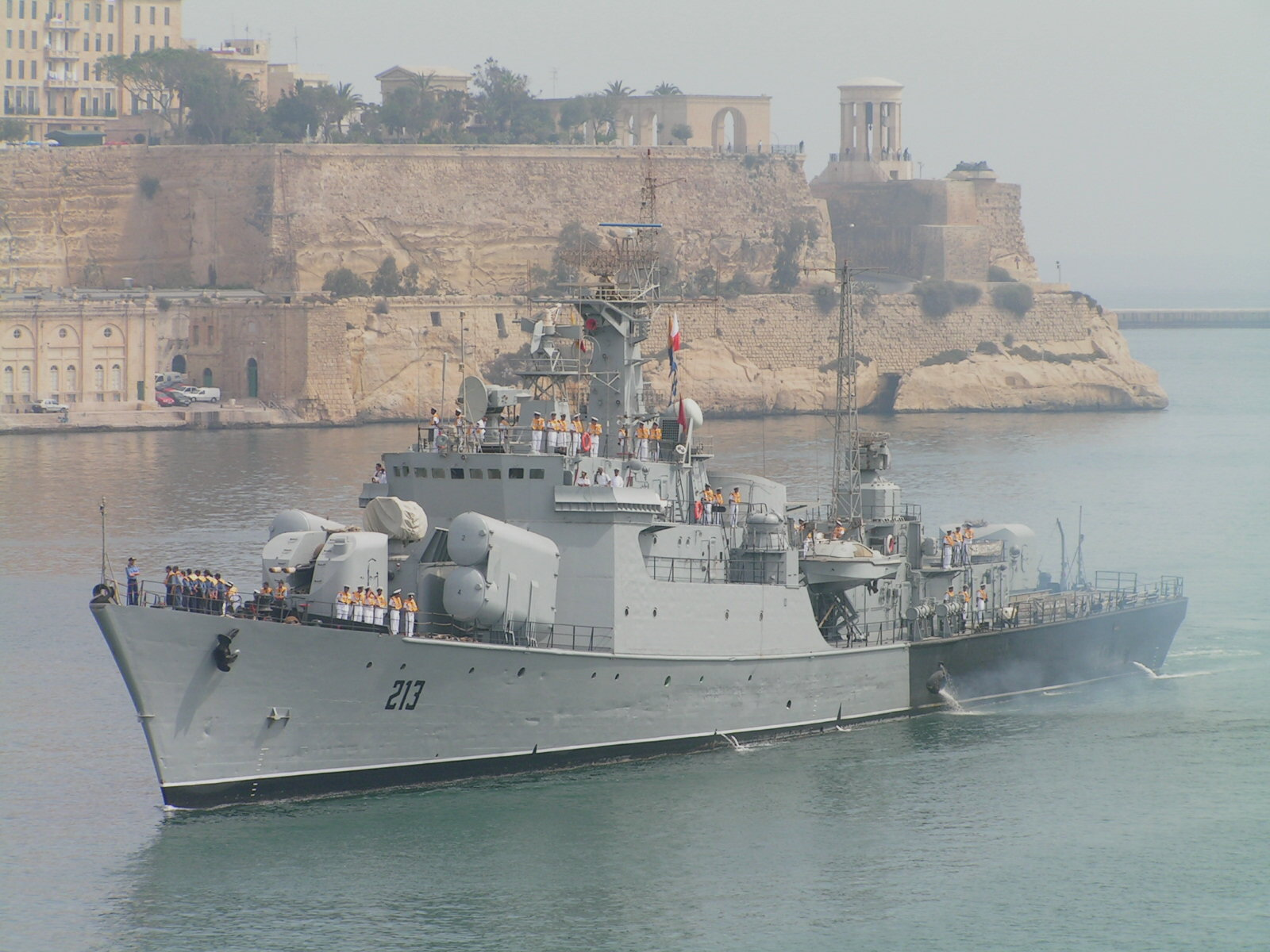
Uma fragata líbia da classe Al Ghardabia em Valletta, 2005.
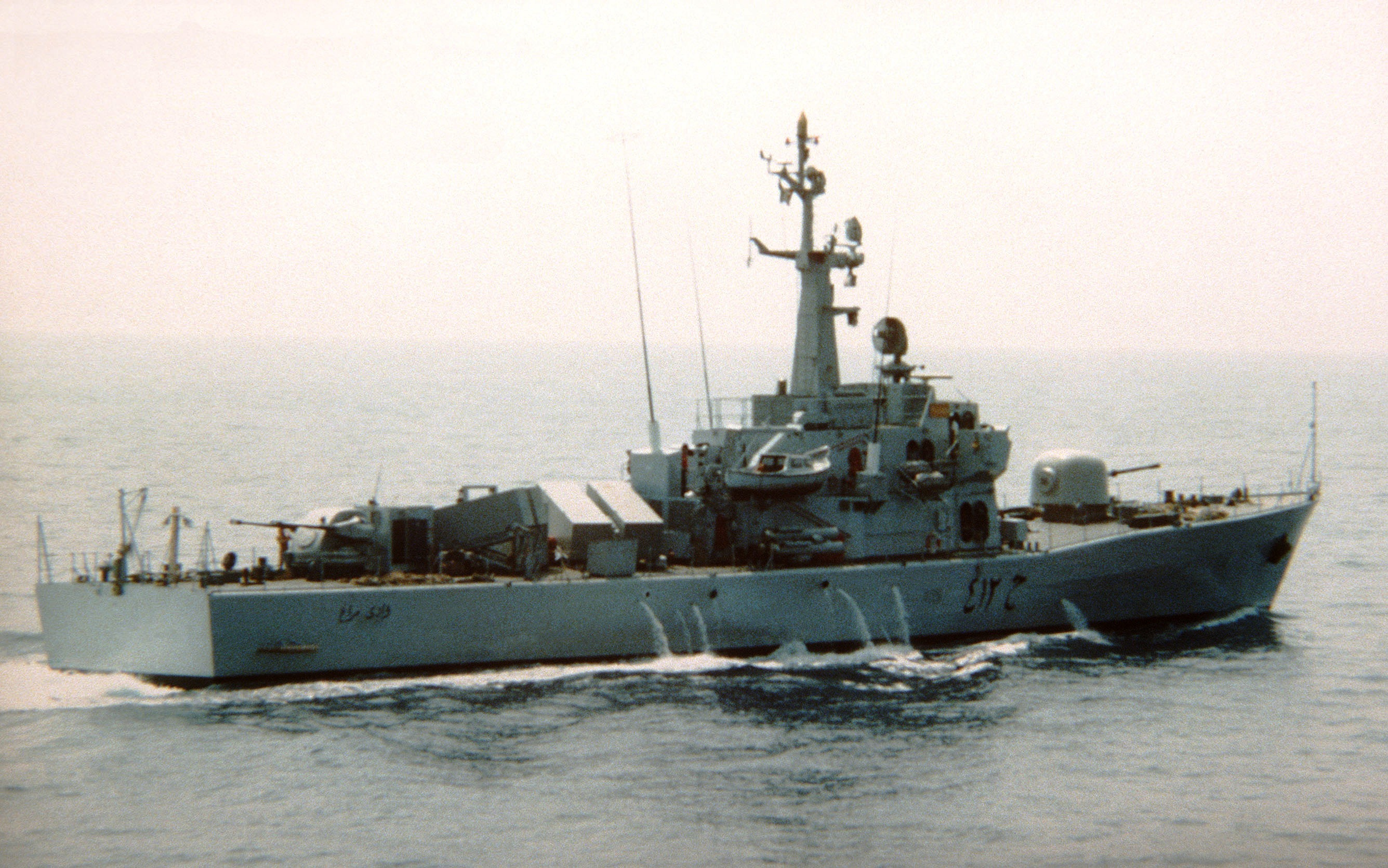
Uma corveta líbia da classe Assad.
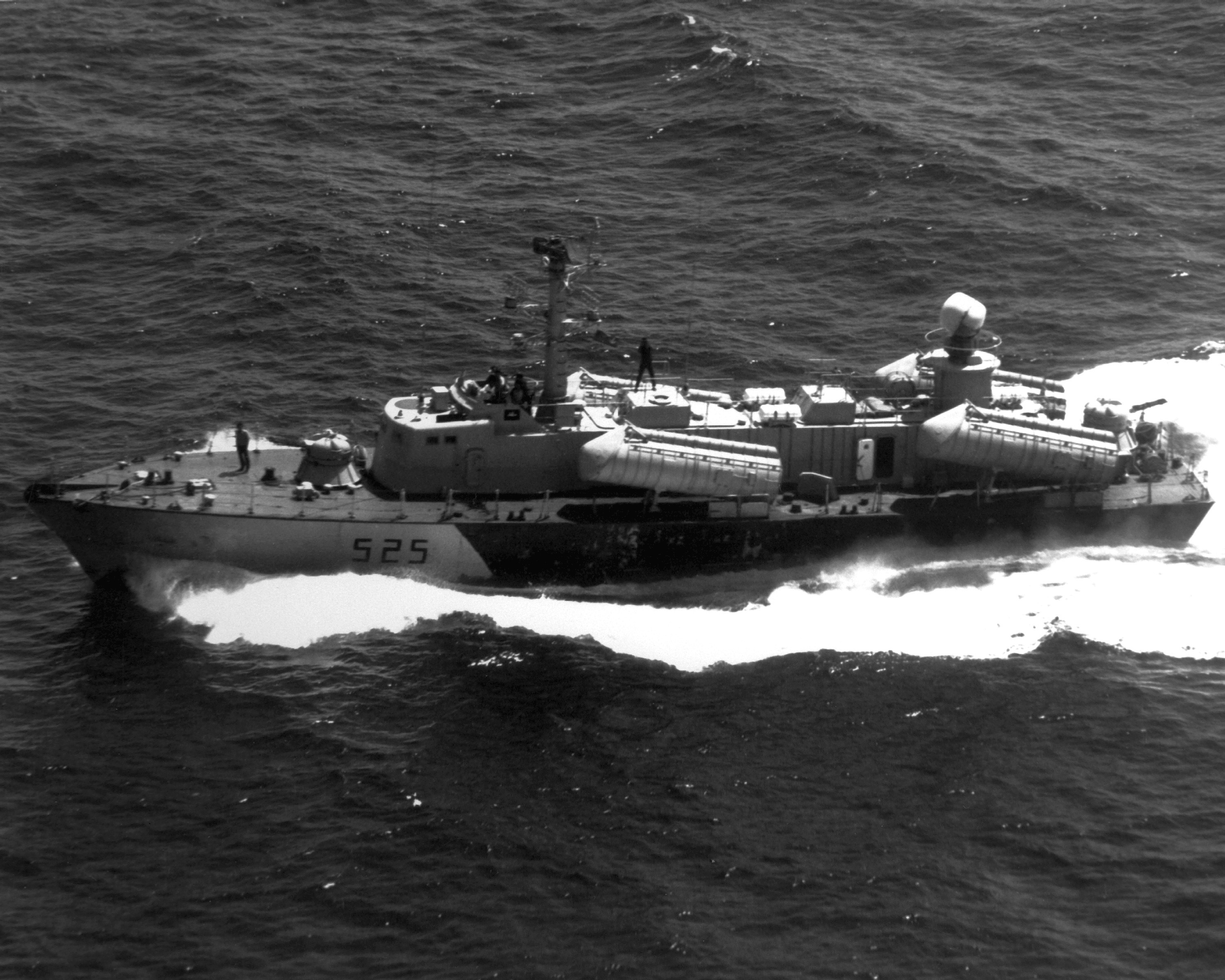
Um navio torpedeiro da classe El Mtkhur a serviço da marinha da Líbia.
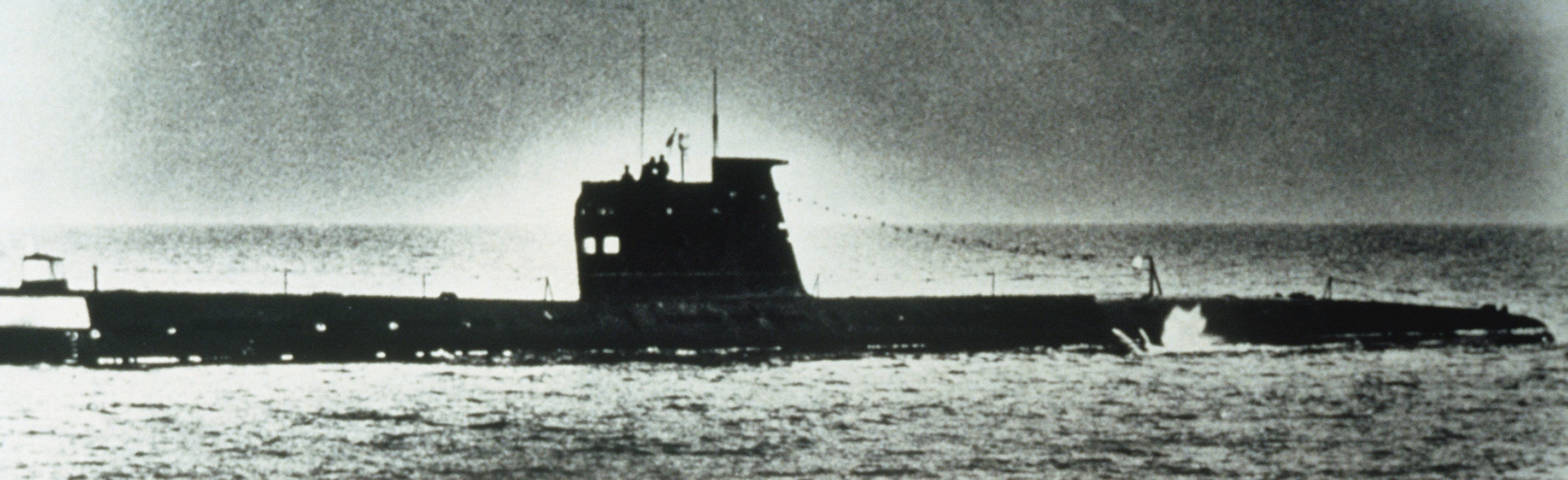
Um submarino da classe Foxtrot usado pela marinha líbia.
Antiga insígnia da Marinha de guerra líbia. (1977-2011)